# التويم (المجمعة)
التويم، هي قرية من فئة (أ) تقع في إقليم سدير، والتابعة لمنطقة الرياض في السعودية. وتبعد التويم عن محافظة المجمعة بمسافة تقارب (50) كم.